# Vuelo 971
Vuelo 971 es una película española de drama estrenada en 1953, coescrita y dirigida por Rafael J. Salvia y protagonizada en los papeles principales por José Nieto, Germán Cobos y Antonio Casas.

## Sinopsis
El comandante del Vuelo 971, aquejado de una enfermedad terminal incurable, decide acabar con su vida estrellando el avión que realiza el trayecto entre Madrid y La Habana con toda la tripulación a bordo y el pasaje completo. Entre los viajeros hay un hombre de negocios, un músico, una mujer embarazada y un matrimonio en trámites de separación. Todos ellos reflexionan sobre sus vidas ante el inminente accidente.

## Reparto
- José Nieto ... Comandante Pedro Zubiri
- Germán Cobos ... Primer oficial
- Antonio Casas ... Giner
- Santiago Rivero ... Radiooperador
- Raúl Cancio ... Primer sobrecargo
- Antonio Ferrandis ... Segundo sobrecargo
- Julia Martínez ... Matilde
- Joan Capri ... Camarero
- Enrique Diosdado ... Emilio Fraga
- José Bódalo ... Hugo Carrara
- Doris Duranti ... Liliana Musso
- María Dolores Pradera ... Mónica
- Xan das Bolas ... Padre
- Carmen Labajos ... Madre
- Fernando Sanclemente ... Niño
- Pilar Sanclemente ... Niña
- Marisa de Leza ... Hija del presidente Zavala
- Milagros Leal ... Señora creyente
- Joaquín Roa ... Eduardo Valenzuela
- Aníbal Vela ... Concertista
- Adolfo Marsillach ... Doctor
- Beatriz Aguirre ... Enfermera
- Ángela Pla ... Etelvina de Campollano y de Bernáldez de Carvajal
- Miguel Gómez ... José García
- Maruchi Fresno ... Carmen Valverde de Galván
- Otto Sirgo ... Marcos Galván
- Adriano Domínguez ... Hijo de la mujer enferma
- María Francés ... Mujer enferma
- Nicolás D. Perchicot ... Abuelito
- Carmen Rodríguez ... Abuelita
- Mike Brendel ... Mike Brendel 'El Tigre Americano'
- Juan Tena ... Joven ateo
- Mateo Guitart ... Lector
- Sergio Orta ... Secretario 1
- Félix Dafauce ... Secretario 2
- Marcelino Ornat ... Sr. Solís
- Vicente Parra ... Rafael Azarías